# Durness
Durness (Diùirnis in Gaelico Scozzese) è un piccolo villaggio della Scozia sulla costa nord occidentale delle Highlands, si estende lungo il punto di svolta della strada che proviene dall'entroterra e prosegue sulla costa est.
È il villaggio più grande dell'angolo nord-occidentale della Scozia, ha una popolazione di circa 400 abitanti, ed è il principale sulla strada A836-A838 che collega le città di Thurso (116 km (72 miglia) a est) e Ullapool (109 km (68 miglia), a sud). Questa zona è nota per essere la regione a più bassa densità di popolazione in Europa occidentale.
Il piccolo villaggio sorge sopra una baia sabbiosa chiamata Sango Sands.

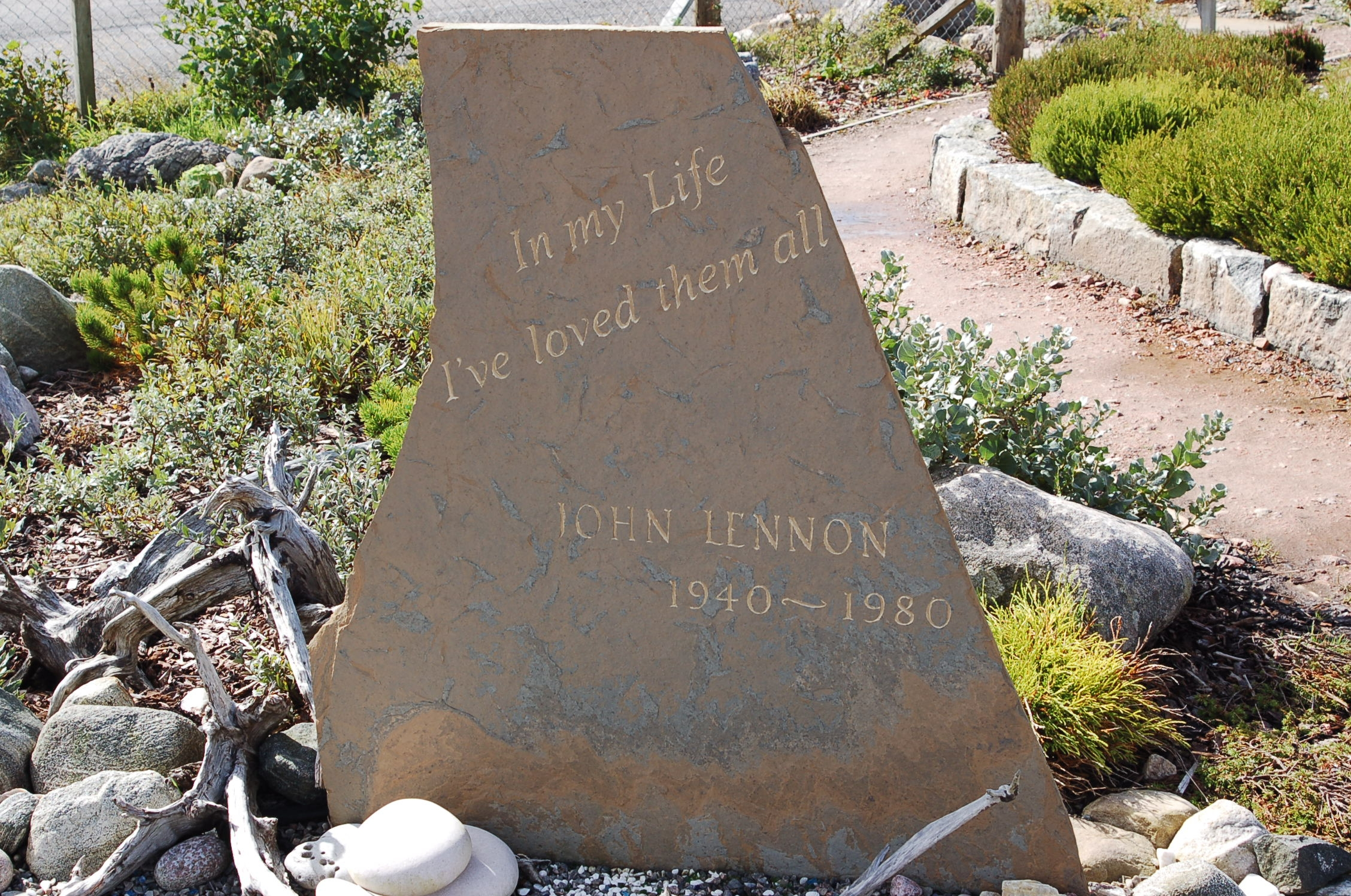
Monumento a John Lennon

Presso il municipio c'è un giardino pubblico sferzato dal vento ove è stato eretto un piccolo monumento a ricordo di John Lennon il quale da bambino trascorreva qui le vacanze con la famiglia. John tornò a visitare questi luoghi con Yōko Ono negli anni sessanta.

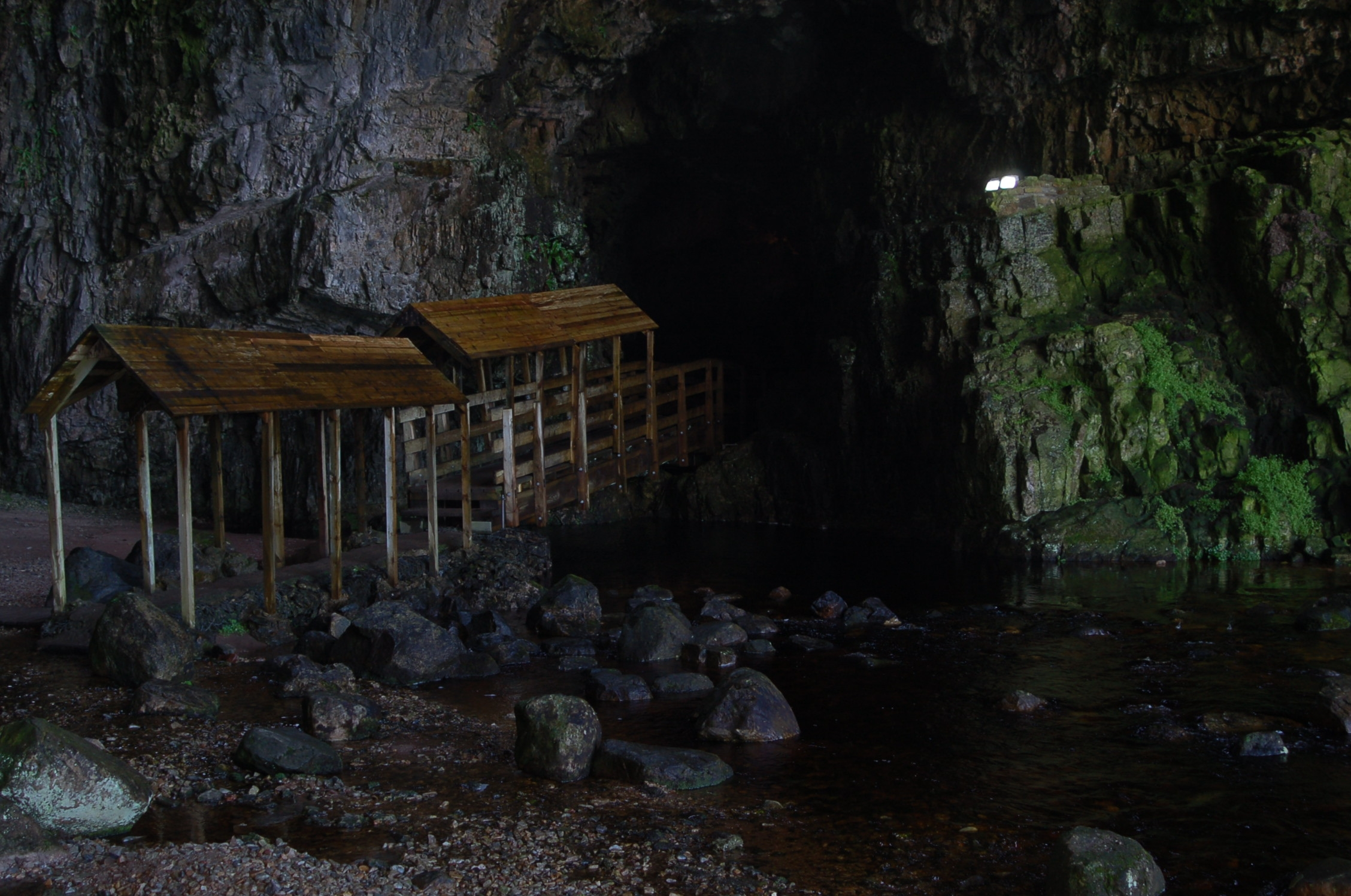
Entrata alle Smoo Cave

Una grande attrazione turistica a Durness è Smoo Cave, grotta marina con un piccolo fiume che l'attraversa. Si raggiunge facilmente da una ripida discesa fino all'insenatura dove l'acqua di mare incontra il fiume che scorre dopo la caduta attraverso due sezioni della grotta e, dopo forti piogge, si schianta con un boato enorme.
La grotta si apre come una grande caverna nelle scogliere di pietra calcarea più lunga di sessanta metri, quaranta metri di larghezza e un arco d'ingresso di oltre quindici metri di altezza.
Questo sito spettacolare ha una ricca storia archeologica, una interessante formazione geologica ed è ricca di fauna selvatica.
Il suo vasto interno è illuminato, la parte più profonda può essere esplorata in barca.
A lungo utilizzato dagli abitanti locali, scavi recenti hanno dimostrato che la grotta era in uso 6000 anni fa dai primi coloni nel nord.